# Дронове
Дро́нове — проміжна вантажно-пасажирська залізнична станція Донецької дирекції Донецької залізниці.
Розташована в смт Пелагіївка (між селищами Червона Зірка та шахти 7-біс), Торезька міська рада, Донецької області на лінії Торез — Безчинська між станціями Пелагіївський, Торез (4 км) та Мочалинський (8 км).
Через військову агресію Росії на сході України транспортне сполучення припинене, хоча до війни ходило декілька пар поїздів з Іловайська на Дебальцеве із заїздом у Софіно-Брідську.